# فريزة (إيطاليا)
فَرِيزة أو فريزي أو (نقحرة: فاريزي) (بالإيطالية: Varese)‏، مدينة شمال إيطاليا، عاصمة مقاطعة فَرِيزة، في إقليم لومبارديا، تبعد 55 كم عن ميلانو، سميت المدينة الحديقة لكثرة الخضار والحدائق وجمال طبيعتها، سكانها 82.56 نسمة.

## السكان
في سنة 1764 بلغ عدد السكان 5٬743 نسمة، وتطور العدد ليصل في سنة 2011 لـ 79٬793 نسمة.
يظهر هذا المخطط البياني تطور النمو السكاني لـ فَرِيزة 

## الجغرافيا
تقع مقاطعة فَرِيزة تحت جبال الالب، وتشكل الجبال والتلال 32 ٪ و46 ٪ على التوالي من اراضيها ؛ ومن سماتها الشائعة الأخرى الأنهار (بما في ذلك تيتشينو وأولونا) والبحيرات الجليديه (بحيرة مادجوري، وبحيرة لوغانو، بحيره فاريزى واربعة اخرين اصغر حجما من بحيره كومابيو، بحيرة موناتي، بحيرة غيرلا وبحيرة غانا. الجزء الجنوبي من المقاطعة يقع في وادي بو (الأراضي المنخفضة لنهر بو.

## التاريخ
واجه جوزيبي غاريبالدي في عام 1859 القوات النمساوية برئاسة المشير الملازم كارل بارون أوربان على مشارف فَرِيزة.

## معرض صور

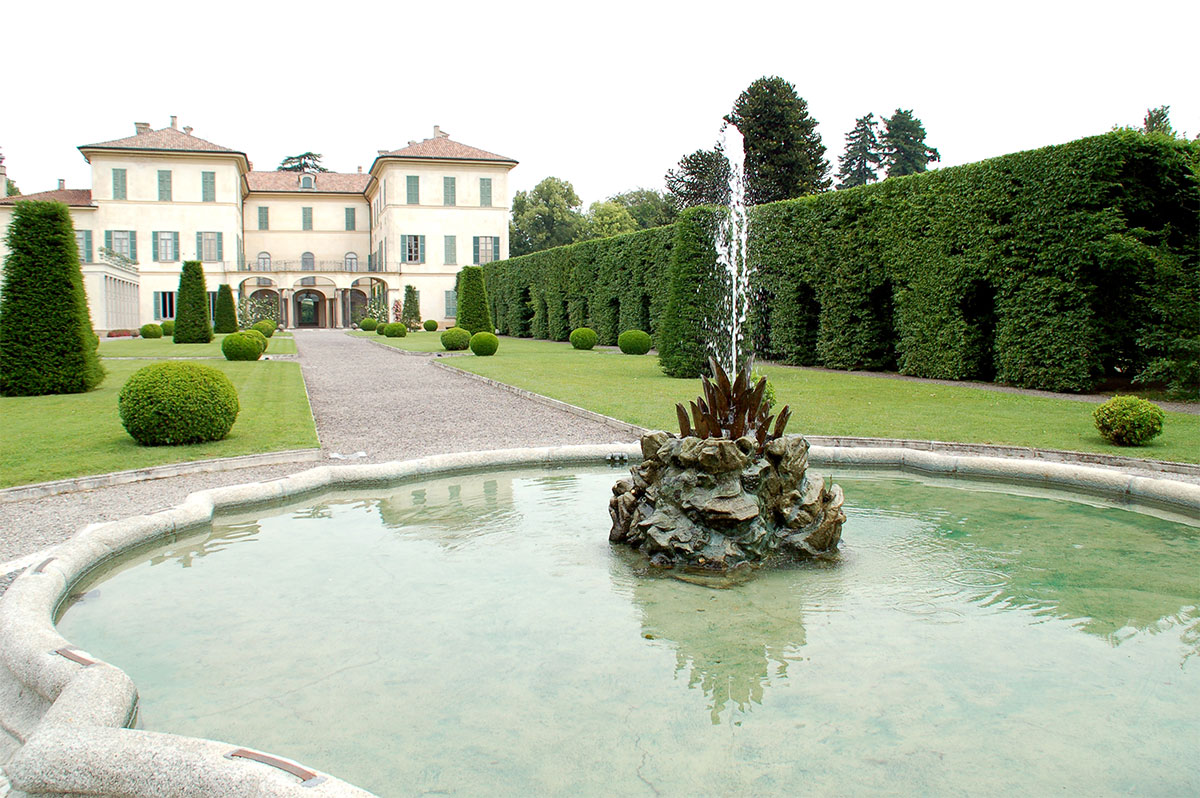
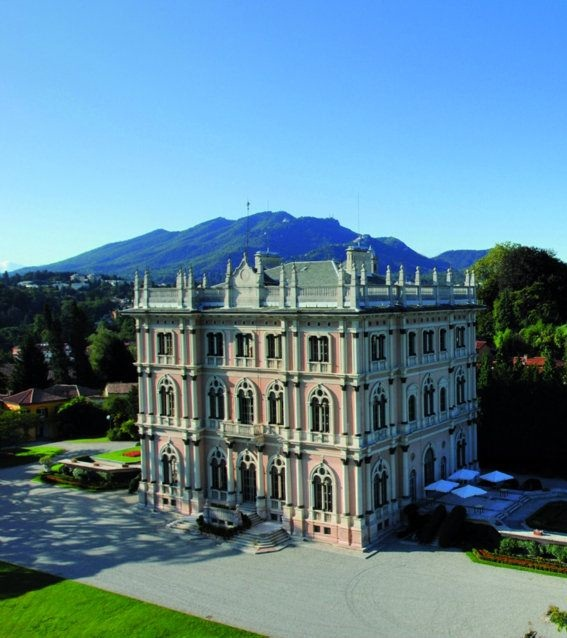
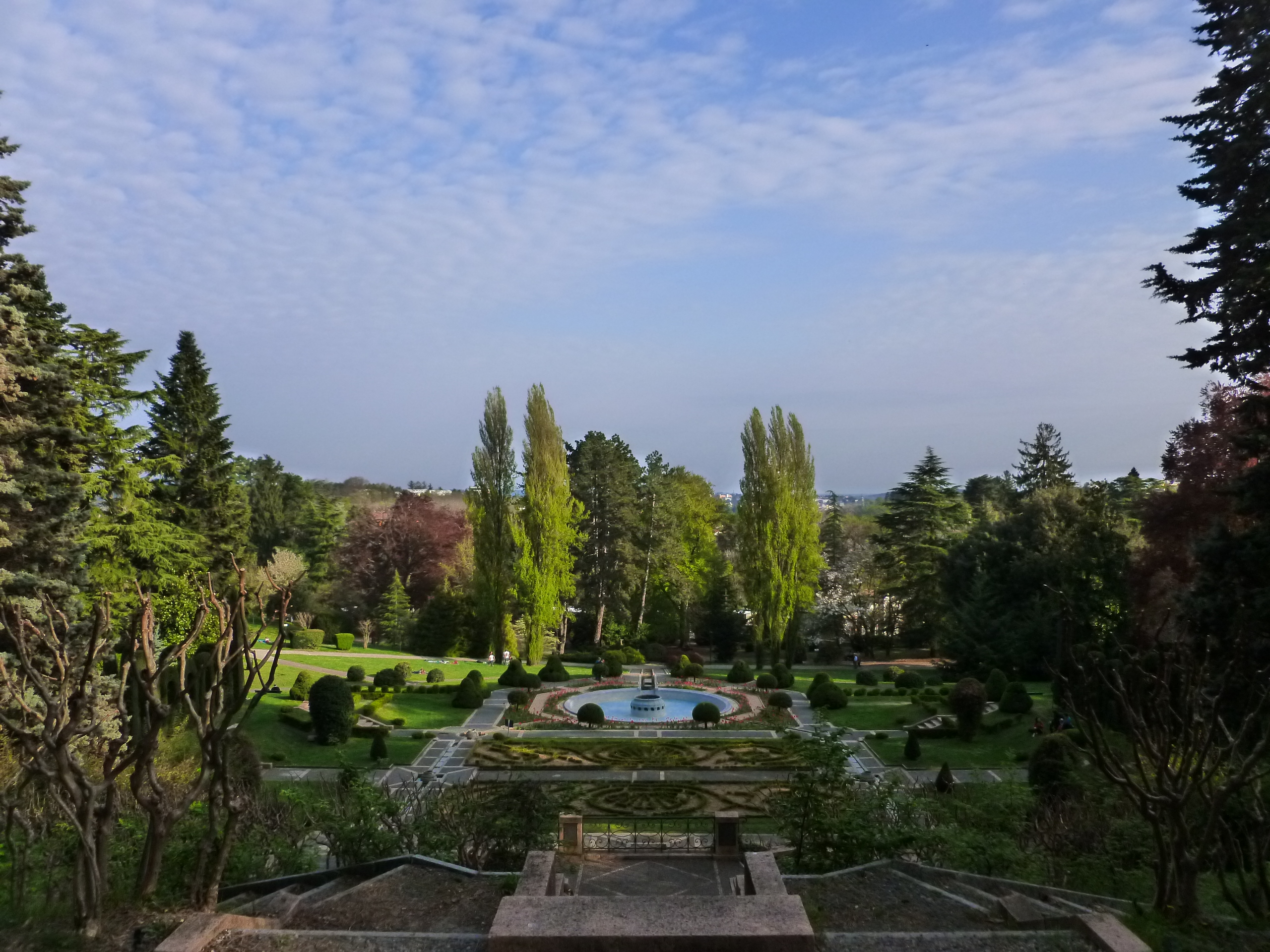

## توأمة
لفَرِيزة اتفاقيات توأمة مع كل من:
- ألبا يوليا (2003 - )
- تونغلينغ
- رومان سور ديزير

## أعلام
- بييرو تشيارا
- جوزيبي زامبيرليتي
- فرانكو جيورجيتي
- ماريو مونتي
- روبيرتو ماروني